# 色情魔宮
《色情魔宮》（拉丁語：Femina ridens）是一部1969年意大利情色驚悚片，由皮耶羅·斯基瓦扎帕執導。

## 剧情
萨耶尔是一家慈善基金会的负责人，周末他都会在罗马郊外的豪华别墅里沉浸在虐待狂的幻想中。他的遊戲通常是在熟悉他慾望的妓女的幫助下進行的。當他的固定妓女在最後一刻無法赶来時，萨耶尔便用他手下的一名年轻记者玛丽亚代替。被下药的玛丽亚在萨耶尔的别墅里恢复意识后，他意识到他现在有了一个真实的受害者。她被他玩弄于股掌之间，但很快就开始反抗他。

## 原声带
該片的原声带由斯泰爾維奧·奇普里亞尼創作，於1969年發行。

### 曲目

#### A面
- Week-End With Mary
- Love Symbol
- Hot Skin
- Chorus And Brass "Fugato"
- Rendez-Vous In The Castle
- Sophisticated Shake

#### B面
- "Femina Ridens" Song
- Mary's Theme
- The Shower
- The Run In The Alley
- Fight Of Love